# Salvador Minuchin

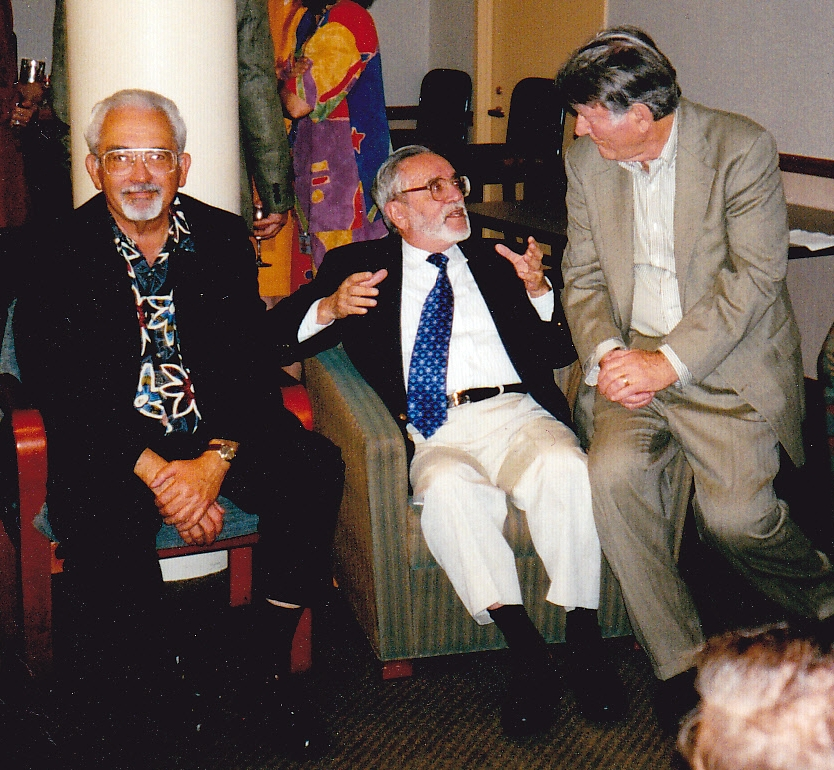
Braulio Montalvo, Salvador Minuchin und Jay Haley (2013)

Salvador Minuchin (* 13. Oktober 1921 in San Salvador, Argentinien; † 30. Oktober 2017 in Boca Raton, Florida) war ein argentinischer Professor der Pädiatrie und Kinderpsychiatrie an der Universität von Pennsylvania, leitender Psychiater an der Kinderklinik und Direktor der Child Guidance Clinic in Philadelphia (1965).

## Leben
Minuchin wuchs als ältester Sohn von Mauricio und Clara Minuchin in Entre Ríos bei San Salvador mit einer jüngeren Schwester und einem jüngeren Bruder auf. Seine jüdischen Großeltern waren vor den Pogromen in Russland geflohen und 1895 in diese Kleinstadt eingewandert. Sein Vater war als Geschäftsmann, seine Mutter als Familienfrau tätig. Minuchin studierte in Córdoba und Buenos Aires Medizin. 1948 eröffnete er in Buenos Aires eine Kinderarztpraxis, Monate später wanderte er nach Israel aus, um dem neu gegründeten Land als Militärarzt zu dienen. 1950 arbeitete er in New York als Assistenzarzt in einer kinderpsychiatrischen Klinik. 1952 emigrierte er erneut nach Israel und wurde Direktor von Youth Aliyah, einer Institution, die Kinderheime führte. 1954 machte er am William Alanson White Institute in New York eine psychoanalytische Ausbildung. Daneben arbeitete er als Psychiater in einem Heim für delinquente schwarze Jugendliche in Wiltwyck. So wurde er mit verschiedensten sprachlichen, sozialen und kulturellen Kontexten vertraut und geübt. 1965 bis 1975 war Minuchin Direktor der kinderpsychiatrischen Klinik Philadelphia Child Guidance Clinic. 1967 erschien sein erstes Buch Families of the Slums. 1975 bis 1981 war er Leiter des Trainingscenters der Philadelphia Child Guidance Clinic.   
Als bedeutender Familientherapeut der 1960er Jahre prägte er durch seine Strukturelle Familientherapie (1974) das Verständnis vieler nachfolgender Therapeuten und Pädagogen für die Bedeutung von Strukturen und Grenzen in Familien. Er entwickelte mit Jay Haley, Braulio Montalvo und Bernice Rosman ein Trainingsprogramm für Familientherapeuten, in dem Video-Beobachtung und Live-Supervision schon damals zum Standard gehörten. 
1988 gründete er in New York City die Family Studies Inc., ein Institut zur Ausbildung von Familientherapeuten. Er arbeitete dort noch mit 80 Jahren als lehrender Familientherapeut. Seinen Lebensabend verbrachte er zunächst in Boston und zuletzt in Florida. 
Er war seit 1951 mit einer Psychologin verheiratet und bekam mit ihr einen Sohn und eine Tochter.

## Werke
- Familie und Familientherapie, Theorie und Praxis struktureller Familientherapie, 1977, ISBN 3-7841-0148-8
- Mit H. Charles Fishmann: Praxis der strukturellen Familientherapie. Strategien und Techniken, 1983, ISBN 3-7841-0243-3
- Mit Bernice L. Rosman und Lester Baker: Psychosomatische Krankheiten in der Familie, 1983 und öfter, ISBN 3-608-95228-4
- Mit W. J. Lee und G. M. Simon: Supervision und familientherapeutisches Können, 1998, ISBN 3-7841-1043-6